# Периферик

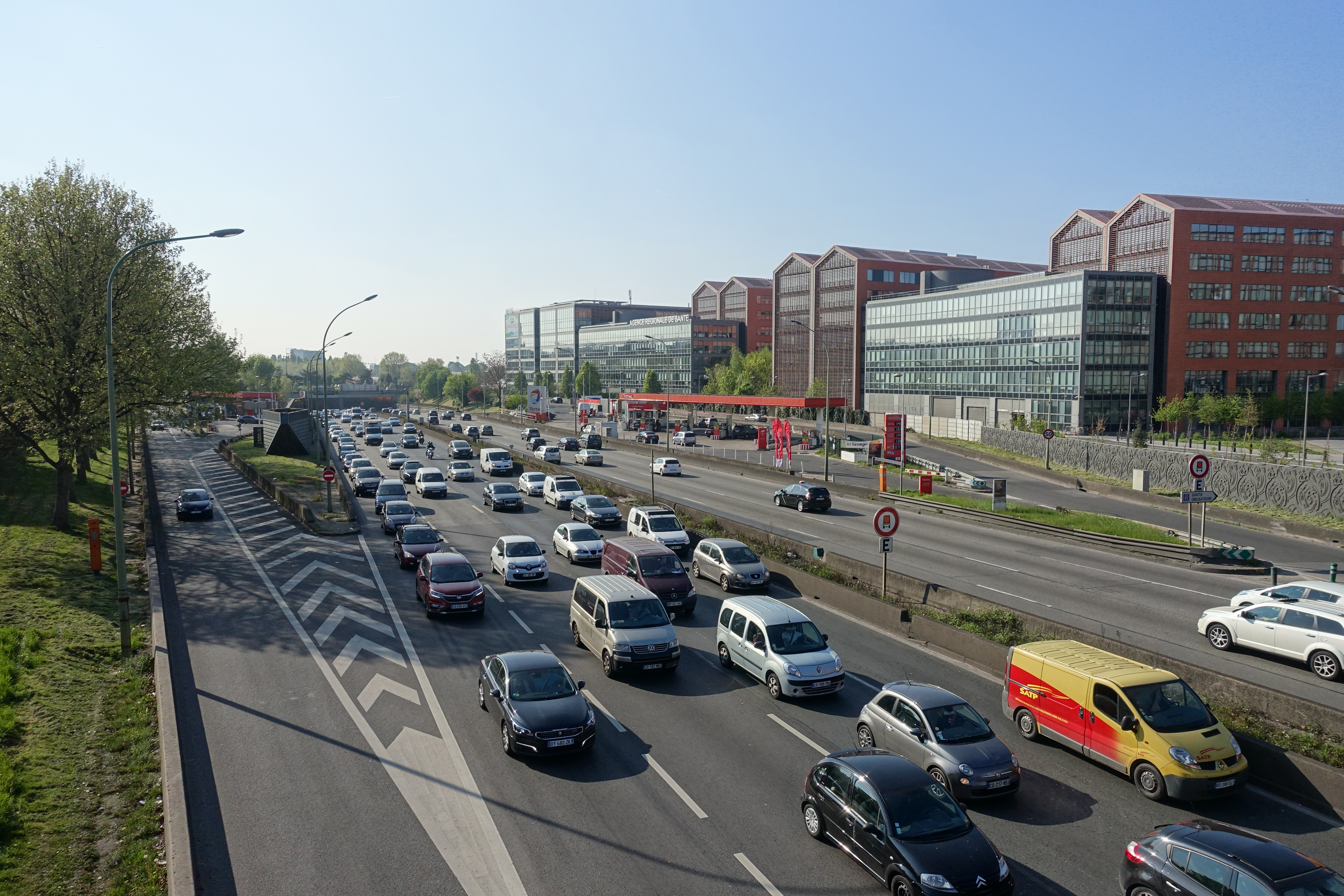
Парижская окружная дорога

Перифери́к, Парижская окружная дорога (фр. Boulevard périphérique de Paris) — автомобильная трасса в Париже, кольцевая автомобильная дорога длиной 35 километров 40 метров. С внутренней стороны дорогу дублируют (на расстоянии примерно 100 метров) Бульвары маршалов.

## История
Строительство дороги началось в 1958 году и завершилось в 1973, в период президентства Жоржа Помпиду.

## Статистика
- движение в 2013 году: 1,3 миллиона транспортных средств в день[1] (89 % — легковые автомобили, 7 % — грузовики, 4 % — мотоциклы).
- 25 % всего автомобильного движения в Париже.
- протяжённость средней поездки: 7 км.
- средняя скорость в рабочие дни: 43 км/ч.
- ограничение скорости: 70 км/ч.
- полная длина дороги: 35,04 км.